# Elias Pettersson
Pour les articles homonymes, voir Pettersson, Elias Pettersson et Elias Pettersson (hockey sur glace, 2004).
Elias Pettersson (né le 12 novembre 1998 à Sundsvall en Suède) est un joueur professionnel suédois de hockey sur glace qui joue au poste de centre.

## Biographie

### Carrière en club
Elias Pettersson commence sa carrière chez les professionnels en 2015-2016 avec l'équipe des Timrå IK dans l'Allsvenskan. En 2016-2017, lors de sa seconde saison dans l'Allsvenskan, il termine au 2e rang chez les marqueurs des Timrå IK avec une récolte de 41 points en 43 matchs. Il ne parvient toutefois pas à aider son équipe à atteindre la division supérieure et signe une entente de 3 ans avec les Växjö Lakers HC dans la SHL, le 6 avril 2017.
Éligible au repêchage d'entrée dans la LNH 2017, il est repêché au 5e rang au total par les Canucks de Vancouver. Il est le premier joueur suédois sélectionné au tirage de 2017.
Pettersson fait son début dans la LNH le 3 octobre 2018, marquant un but et une aide contre les Flames de Calgary. Cette saison, Pettersson obtient de nombreuses distinctions en tant que recrue. Il joue dans le match des étoiles de la LNH et établie un record de points inscrits par une recrue chez les Canucks (66). Tout cela lui permet de remporter le trophée Calder en 2019.
Lors de la saison suivante, Pettersson égale ses 66 points inscrits en tant que recrue mais en moins de matchs. Sa performance lui vaut une place pour le 64e matchs des étoiles, pour une deuxième année consécutive. Pour sa première apparition en séries éliminatoires, Pettersson mène les Canucks avec 18 points en 17 matchs, alors que l'équipe s'arrête au 7e match du 2e tour.
Terminant un contrat de trois ans en 2023-2024, il se voit offrir une prolongation de contrat de huit ans le 2 mars 2024. Ce contrat de 92,8 millions $, soit une valeur annuelle de 11,6 millions $, fait de lui le cinquième joueur le mieux payé de la LNH.

### Vie privée
Il est le frère cadet de l'attaquant Emil Pettersson.

## Statistiques

### En club
| Saison     | Équipe               | Ligue         |     | Saison régulière | Saison régulière | Saison régulière | Saison régulière | Saison régulière |    | Séries éliminatoires | Séries éliminatoires | Séries éliminatoires | Séries éliminatoires | Séries éliminatoires |
| Saison     | Équipe               | Ligue         | PJ  | B                | A                | Pts              | Pun              | PJ               | B  | A                    | Pts                  | Pun                  |                      |                      |
| 2014-2015  | Timrå IK U20         | J20 SuperElit | 6   | 4                | 9                | 13               | 2                | 1                | 1  | 1                    | 2                    | 0                    |                      |                      |
| 2015-2016  | Timrå IK U20         | J20 SuperElit | 22  | 6                | 8                | 14               | 20               | -                | -  | -                    | -                    | -                    |                      |                      |
| 2015-2016  | Timrå IK             | Allsvenskan   | 25  | 3                | 6                | 9                | 0                | 5                | 0  | 4                    | 4                    | 2                    |                      |                      |
| 2016-2017  | Timrå IK             | Allsvenskan   | 43  | 19               | 22               | 41               | 14               | 3                | 2  | 4                    | 6                    | 0                    |                      |                      |
| 2016-2017  | Timrå IK U20         | J20 SuperElit | -   | -                | -                | -                | -                | 2                | 0  | 1                    | 1                    | 2                    |                      |                      |
| 2017-2018  | Växjö Lakers HC      | SHL           | 44  | 24               | 32               | 56               | 14               | 13               | 10 | 9                    | 19                   | 4                    |                      |                      |
| 2018-2019  | Canucks de Vancouver | LNH           | 71  | 28               | 38               | 66               | 22               | -                | -  | -                    | -                    | -                    |                      |                      |
| 2019-2020  | Canucks de Vancouver | LNH           | 68  | 27               | 39               | 66               | 18               | 17               | 7  | 11                   | 18                   | 2                    |                      |                      |
| 2020-2021  | Canucks de Vancouver | LNH           | 26  | 10               | 11               | 21               | 6                | -                | -  | -                    | -                    | -                    |                      |                      |
| 2021-2022  | Canucks de Vancouver | LNH           | 80  | 32               | 36               | 68               | 12               | -                | -  | -                    | -                    | -                    |                      |                      |
| 2022-2023  | Canucks de Vancouver | LNH           | 80  | 39               | 63               | 102              | 14               | -                | -  | -                    | -                    | -                    |                      |                      |
| 2023-2024  | Canucks de Vancouver | LNH           | 82  | 34               | 55               | 89               | 12               | 13               | 1  | 5                    | 6                    | 2                    |                      |                      |
| Totaux LNH | Totaux LNH           | Totaux LNH    | 407 | 170              | 242              | 412              | 74               | 30               | 8  | 16                   | 24                   | 4                    |                      |                      |

### En équipe nationale
| Année | Équipe    | Compétition                  |   | PJ | B | A  | Pts | Pun | +/-               |  | Résultat |
| 2016  | Suède U17 | Mémorial Ivan Hlinka         | 5 | 0  | 0 | 0  | 0   |     | Médaille d'argent |  |          |
| 2016  | Suède U18 | Championnat du monde -18 ans | 7 | 1  | 7 | 8  | 4   | +3  | Médaille d'argent |  |          |
| 2017  | Suède U20 | Championnat du monde junior  | 6 | 0  | 1 | 1  | 0   | +1  | 4e place          |  |          |
| 2018  | Suède U20 | Championnat du monde junior  | 7 | 5  | 2 | 7  | 0   | -1  | Médaille d'argent |  |          |
| 2018  | Suède     | Championnat du monde         | 5 | 1  | 2 | 3  | 0   | +2  | Médaille d'or     |  |          |
| 2019  | Suède     | Championnat du monde         | 8 | 3  | 7 | 10 | 2   | 0   | 5e place          |  |          |
| 2025  | Suède     | Confrontation des 4 nations  | 3 | 0  | 0 | 0  | 0   | 0   | 3e place          |  |          |

## Trophées et honneurs personnels

### Ligue nationale de hockey
- 2018-2019 :
  - nommé recrue du mois d'octobre
  - nommé recrue de mois de décembre
  - sélectionné dans l'équipe d'étoiles des recrues
  - remporte le trophée Calder
  - participe au 64e Match des étoiles (1)
- 2019-2020 : participe au 65e Match des étoiles (2)
- 2022-2023 : participe au 67e Match des étoiles (3)
- 2023-2024 : participe au 68e Match des étoiles (4)